# Šachetský potok
Šachetský potok je drobný vodní tok ve Středočeském kraji. Pramení jižně od obce Kosoř, teče podél západního úpatí vrchu Klapice Černou roklí do pražského Radotína. Odvodňuje údolí mezi vrchem Klapicí a Kosoří. Přímo pod Kosoří se do něj zleva vlévá drobný bezejmenný potok. Ústí v Radotíně pod cementárnou zprava do Radotínského potoka.
Levé úbočí rokle je chráněné jako národní přírodní památka Černá rokle, pravé úbočí jako přírodní rezervace Klapice.